# Heterocampa picta
Heterocampa picta är en fjärilsart som beskrevs av Felder 1874. Heterocampa picta ingår i släktet Heterocampa och familjen tandspinnare. Inga underarter finns listade i Catalogue of Life.